# Fort McMurray—Athabasca
Pour les articles homonymes, voir Fort McMurray et Athabasca.
Circonscription électorale fédérale du Canada
Fort McMurray—Athabasca (précédemment connue sous le nom de Athabasca) était une ancienne circonscription électorale fédérale canadienne dans la province de l'Alberta. Elle comprenait environ le quart nord-est de la province.
Sa population était de 88 882 habitants dont 65 496 électeurs sur une superficie de 180 320 km2. Les circonscriptions limitrophes étaient Peace River, Yellowhead, Westlock—St. Paul, Desnethé—Missinippi—Rivière Churchill et Western Arctic.

## Résultats électoraux
|  | Candidat            | Parti         | # de voix | % des voix |
|  | ------------------- | ------------- | --------- | ---------- |
|  | David Yurdiga       | Conservateur  | 5,991     | 46 %       |
|  | Kyle Harrietha      | Libéral       | 4,529     | 35 %       |
|  | Lori McDaniel       | Néo-Démocrate | 1,472     | 11 %       |
|  | Brian Deheer        | Vert          | 453       | 03 %       |
|  | Tim Moen            | Libertarien   | 381       | 02 %       |
|  | Total/Participation |               | 12,826    | 100 %      |

|       | Candidat       | Parti        | # de voix | % des voix |
|       | (x) Brian Jean | Conservateur | +21 988,  | 71,84 %    |
|       | Karen Young    | Libéral      | +03 190,  | 10,42 %    |
|       | Berend Wilting | NPD          | +04 053,  | 13,24 %    |
|       | Jule Asterisk  | Vert         | +01 374,  | 4,49 %     |
| Total | Total          | Total        | 30 605    | 100 %      |

|       | Candidat         | Parti         | # de voix | % des voix |
|       | (x) Brian Jean   | Conservateur  | +17 160,  | 67,17 %    |
|       | John Webb        | Libéral       | +02 689,  | 10,53 %    |
|       | Mark Voyager     | NPD           | +03 267,  | 12,79 %    |
|       | Dylan Richards   | Vert          | +01 619,  | 6,34 %     |
|       | Jacob Strydhorst | Héritage      | +00186,   | 0,73 %     |
|       | John Malcolm     | First Peoples | +00244,   | 0,96 %     |
|       | Shawn Reimer     | Indépendant   | +00382,   | 1,5 %      |
| Total | Total            | Total         | 25 547    | 100 %      |

## Historique
La circonscription d'Athabasca a été créée en 1966 avec des parties d'Athabaska et de Peace River. Des parties de Beaver River en 1996 et de Lakeland en 2003, se rajoutèrent à la circonscription. La circonscription devint Fort McMurray—Athabasca en 2004. Abolie lors du redécoupage de 2012, elle fut redistribuée parmi Fort McMurray—Cold Lake, Peace River—Westlock et Lakeland.
1. 1968-1980 — Paul Yewchuk, PC
2. 1980-1993 — Jack Shields, PC
3. 1993-2004 — David Chatters, PR (1993-2000), AC (2000-2003) et PCC (2003-2004)
4. 2004-2014 — Brian Jean, PCC
5. 2014-2015 — David Yurdiga, PCC

- AC = Alliance canadienne
- PC = Parti progressiste-conservateur
- PCC = Parti conservateur du Canada
- PR = Parti réformiste du Canada
- V = Vacant